# Diradius pacificus
Diradius pacificus is een insectensoort uit de familie Teratembiidae, die tot de orde webspinners (Embioptera) behoort. De soort komt voor in Mexico.
Diradius pacificus is voor het eerst wetenschappelijk beschreven door Ross in 1940.